# Jorge Icaza Coronel
Jorge Icaza Coronel (Quito, Equador, 10 de juny de 1906 - 26 de maig de 1978) fou un escriptor equatorià, el més destacat representant del realisme social a l'Equador.

## Biografia
Va quedar orfe de pare molt petit, l'any 1909, i a l'any següet la seva mare el va llevar al latifundi d'un oncle matern. L'any 1911 la seva mara es va casar una altra vegada.
El 1924, després d'haver fet estudis tant en l'escola dels jesuites com en l'Institut Nacional Mejía (col·legi laic de l'Estat) ingressà a la Universitat de Quito, comença estudis de medicina. A l'any següent morí el seu padrastre, i el 1926 perdre a la seva mare.
L'any 1927 va començar estudis d'art dramàtic al Conservatori Nacional de Quito, estant treballant papers galants com a actor, fins i tot en obres escrites per ell mateix, com El intruso.
Aquesta feina en el món teatral li resulta insuficient econòmicament, i ha de barretjar la seva tasca creadora amb treballs d'oficina, fins que, el 1932, abandonà definitivament el teactre.
Els darrers anys de la seva vida treballà com a ambaixador de l'Equador a la Unió Soviètica.

## Importància
És un dels més importants escriptors equatorians, representant destacat de la narrativa indigenista andina. Els seus primers passos literaris coincideixen amb una època turbulenta de la història equatoriana: durant els anys 1920 es comencen a organitzar les forces obreres i el 1926 es funda el partit socialista equatorià; paral·lelament el liberalisme dominant al govern comença a esquerdar-se, fet que culminarà en el cop d'estat de 1925 (vegeu Història de l'Equador).

## Les seves obres
Les obres d'Icaza són realistes i amb un fort contingut social, perfectament evident en la seva primera i més famosa novel·la, Huasipungo (1934; el 1940 el Teatro del Pueblo a Buenos Aires estrenà l'obra Flagelo, colofó de la novel·la). En ella l'indi no és un indi quasi mític i ideal, com a les novel·les naturalistes del segle anterior (p. ex. Cumandá de Juan León Mera) sinó un indi oprimit per un sistema que el margina. De l'indigenisme inicial Icaza passa a descriure situacions de personatges marginats i desarrelats que s'esforcen per ascendir en una societat que els rebutja, com a El chulla Romero y Flores (1958), considerada per alguns la seva millor novel·la, història d'un típic mestís dels barris pobres de la ciutat.
Altres novel·les seves són Cholos (1937), Huairapamushcas (1948) i Atrapados (1972).